# Casiano Pellicer

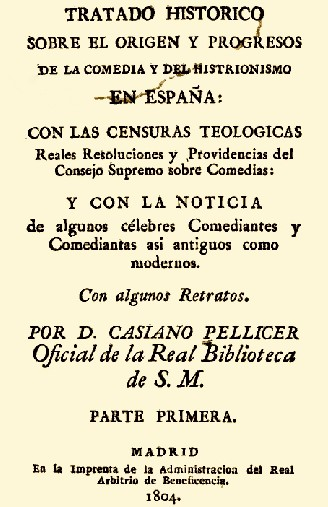
Portada de la primera edición en 1804 del Tratado histórico sobre el origen y progreso de la comedia y del histrionismo en España con las censuras teológicas, reales resoluciones y providencias del Consejo supremo sobre comedias.

Casiano Pellicer (Madrid, 1775 – febrero de 1806) fue un bibliotecario, traductor y escritor erudito español de la Ilustración, autor de uno de los estudios más importantes sobre los usos y costumbres del teatro en la España de los siglos XVII y XVIII.
Era hijo del polígrafo y cervantista Juan Antonio Pellicer y Saforcada y descendiente al parecer del erudito barroco José Pellicer de Ossau;  estudió en los Reales Estudios de San Isidro y se casó con María Cortés Monroy; ingresó en la Real Biblioteca en 1798, como escribiente celador 1.º, pasando a oficial 3.º en 1801, plaza que se reconvirtió a oficial 5.º por el nuevo Plan de 1802. Ayudando a su padre hizo un índice de materias de libros y otro de monedas de esta biblioteca. Fue al parecer un modelo de diligencia, eficiencia y apoliticismo, de perfil ilustrado y bien relacionado con el Príncipe de la Paz, a quien dedicó El templo del buen gusto o Breve descripción de la biblioteca del Excmo. Sr. Príncipe de la Paz (1803). Tradujo el Werther de Goethe desde el francés en 1800, pero no le dieron permiso para publicarlo, así como la segunda parte de La Galatea cervantina compuesta por el sobrino de Voltaire, Jean-Pierre Claris de Florian. Llegó a ser censor general de Teatros en la corte de Carlos IV, puesto que le permitió construir una pulcra y casi exhaustiva relación de datos en torno a la vida teatral en el difícil marco de la Contrarreforma; muchos de los textos que copia, cita o utiliza han desaparecido hoy en día.

## Obra
- El Templo del buen gusto, ó, Breve descripción de la biblioteca del Excmo. Señor Príncipe de la Paz. Imprenta de la Administración del Real Arbitrio de Beneficencia; (1803).
- Tratado histórico sobre el origen y progreso de la comedia y del histrionismo en España con las censuras teológicas, reales resoluciones y providencias del Consejo supremo sobre comedias (1804).[4] Cuyo segundo tomo se publicó también en Madrid el 25 de febrero de 1805.[5]
- Edición en 1814 de La Galatea de Miguel de Cervantes, ("imitada, compendiada y concluida por Mr. Florian; traducida por Casiano Pellicer). En Madrid, impreso por la Viuda de Barco López.[6]